# Pascal Debrouwer
Pascal Debrouwer (~1970 - Mount Everest, 19 mei 1999) was een Belgisch bergbeklimmer. 
Debrouwer beklom als eerste Belg de Mount Everest maar kwam om het leven in de afdaling. Samen met zijn medeklimmer Joao Garcia werd hij overvallen door een storm op een hoogte van ongeveer 8.300 meter, net nadat ze op 18 mei 1999 de top hadden beklommen. Garcia wist de beklimming er wel levend vanaf te brengen. Debrouwer kwam zwaar vermoeid ten val op de North East Ridge en overleed. Het lichaam van Debrouwer is nooit teruggevonden.